# Níkos Mamangákis
Níkos Mamangákis (grec moderne : Νίκος Μαμαγκάκης) né le 3 mars 1929 à Réthymnon et mort le 24 juillet 2013 à Athènes est un compositeur grec. On lui doit de nombreuses musiques de film.

## Biographie
Níkos Mamangákis étudia d'abord en Crète avant de poursuivre sa formation musicale d'abord au Conservatoire national à Athènes, puis à Munich où il suivit les cours de Carl Orff.
Il remporta le prix de la meilleure musique à la Semaine du cinéma grec 1964 de Thessalonique pour Monemvassia.
En plus de ses œuvres pour orchestre et ses opéras, on lui doit de nombreuses musiques de film notamment pour la série Allemande Heimat et de théâtre. Il a aussi composé pour divers chanteurs populaires.

## Compositions

### Œuvres
- 1963 : Anarchia
- 1970 : Erofili
- 1972 : Kikeonas pour les  Jeux olympiques d'été de 1972
- 1982–84 : Odyssee (Οδύσσεια) d'après Níkos Kazantzákis
- 1985 : Erotokritos (Ερωτόκριτος)
- 1997 : Όπερα των σκιών
- 2000 : Ta Iera Tragoudia tou Erota (Τα ιερά τραγούδια του έρωτα)

### Musique des films
- Heimat
- 1966 Face à face
- 1966 L'Excursion
- 1968 Devant le gibet
- 1968 Lettre ouverte
- 1968 Le Canon et le Rossignol
- 1984 Bordelo
- 1984 Planque et camouflage
- 1987 Vivre dangereusement
- 1997 Chef de famille